# Capital Americana da Cultura
A Capital Americana da Cultura criada em 1997 pela Organização Capital Americana da Cultura, presidida por Xavier Tudela, é uma iniciativa cultural, de cooperação e de promoção nos países da América, respeitando a sua diversidade nacional e regional e destacando o seu patrimônio cultural.
Anualmente uma cidade americana é selecionada, a partir das qualificações ou por iniciativa da Organização. A exceção foi em 2003 que correspondeu aos centros urbanos realizar la. Em 2000 se designou a primeira Capital da Cultura. Pode se qualificar qualquer território, entendido como qualquer espaço que seja uma unidade política, geográfica, administrativa ou histórica (Cidade, Província Estado ou similares). Também foi estabelecido o Día Interamericano da Cultura (14 de abril) que coincide com o Dia da América. Tem seus antecedentes na Capital Europeia da Cultura e conta com o respaldo da OEA, tendo também o reconhecimento dos parlamentos latino-americano e europeu. A primeira cidade brasileira receber esse titulo foi Maceió.

## História e Objetivos
A Capital Americana da Cultura é uma iniciativa idealizada em 1997 com a participação aberta a todos os países da América.
A organização tem três objetivos principais:
- Ser um instrumento de suporte à integração cultural na América,
- Contribuir para que o povo do continente americano se conheça melhor, respeitando a sua diversidade nacional e regional, como também demonstrar a sua história comum e herança cultural.
- Promover as cidades denominadas como Capitais Americanas da Cultura no hemisfério americano e o resto do mundo, e ao mesmo tempo construir novos meios de cooperação com outros continentes que já tenham estabelecido capitais culturais.

Qualquer território no continente americano que desejar desenvolver os objetivos da Capital Americana da Cultura pode aplicar para ser escolhida.
A apresentação oficial da aplicação deve ser feita em qualquer das seguintes línguas: inglês, espanhol, francês, português.

## Cidades capitais americanas da cultura
| Ano  | Cidade                | País                 |
| ---- | --------------------- | -------------------- |
| 2000 | Mérida                | México               |
| 2001 | Iquique               | Chile                |
| 2002 | Maceió                | Brasil               |
| 2003 | Cidade do Panamá      | Panamá               |
| 2003 | Curitiba              | Brasil               |
| 2004 | Santiago              | Chile                |
| 2005 | Guadalajara           | México               |
| 2006 | Córdoba               | Argentina            |
| 2007 | Cusco                 | Peru                 |
| 2008 | Brasília              | Brasil               |
| 2009 | Asunción              | Paraguai             |
| 2010 | Santo Domingo         | República Dominicana |
| 2011 | Quito                 | Equador              |
| 2012 | São Luís              | Brasil               |
| 2013 | Barranquilla          | Colômbia             |
| 2014 | Colima                | México               |
| 2015 | Mayagüez              | Porto Rico           |
| 2016 | Valdivia              | Chile                |
| 2017 | Mérida                | México               |
| 2018 | Anzoátegui            | Venezuela            |
| 2019 | San Miguel de Allende | México               |
| 2020 | Punta Arenas          | Chile                |
| 2021 | Zacatecas             | México               |
| 2022 | Ibagué                | Colômbia             |
| 2023 | Aguascalientes        | México               |
| 2024 | Nayarit               | México               |

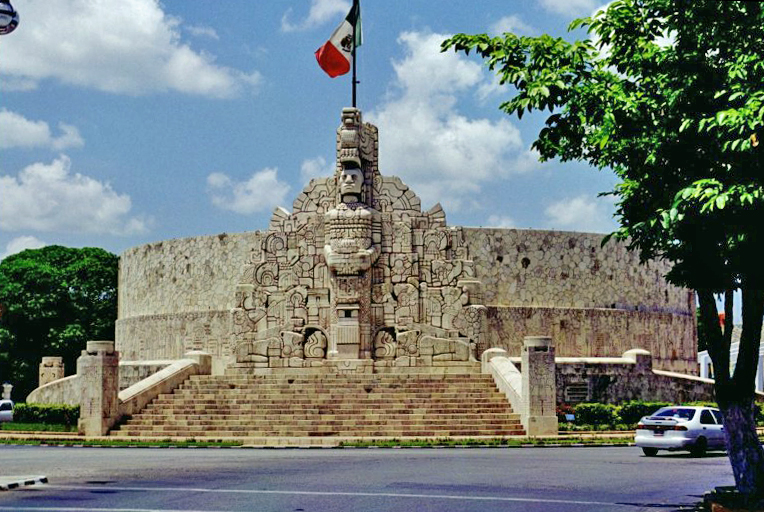
Mérida 2000
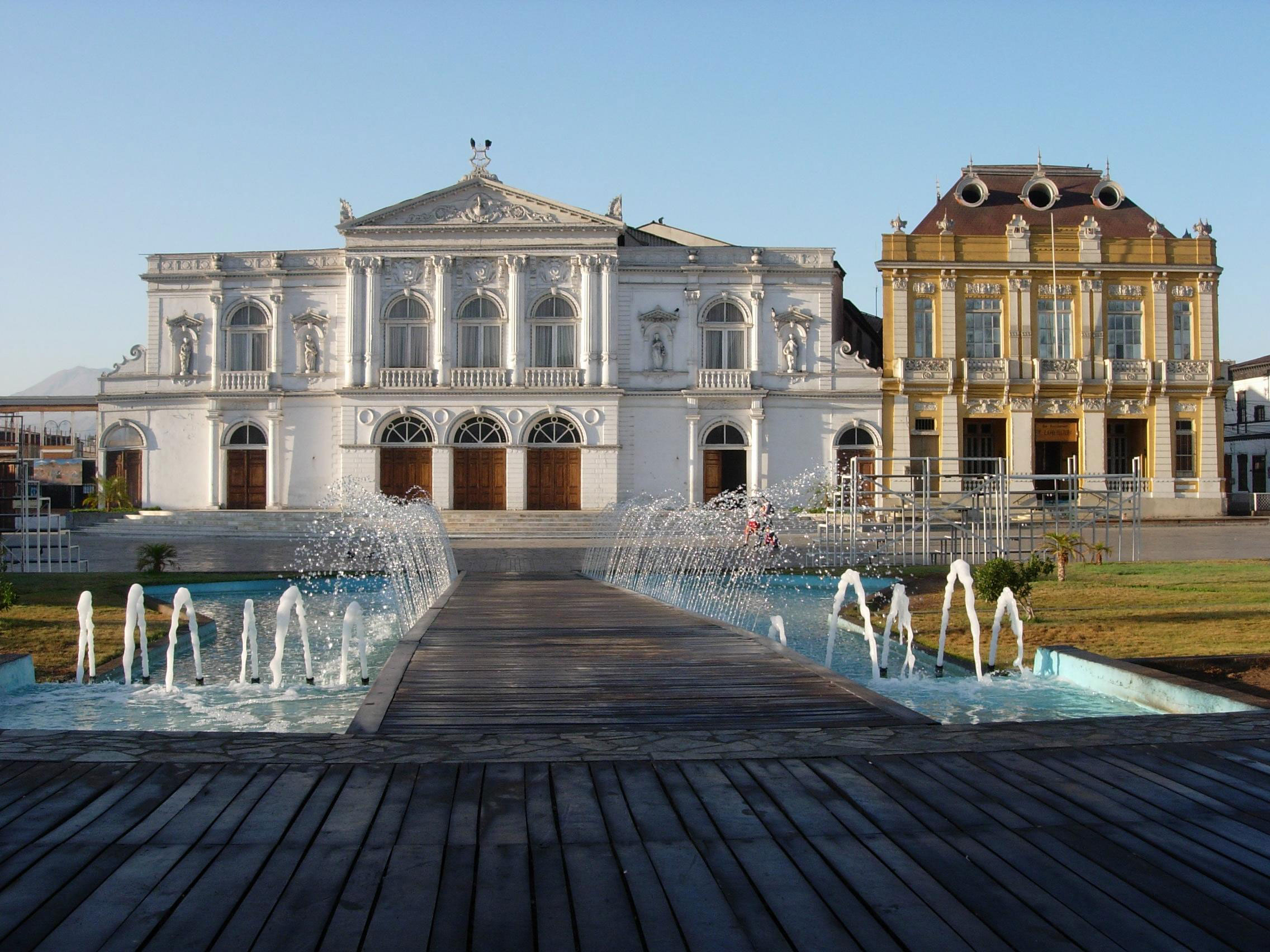
Iquique 2001
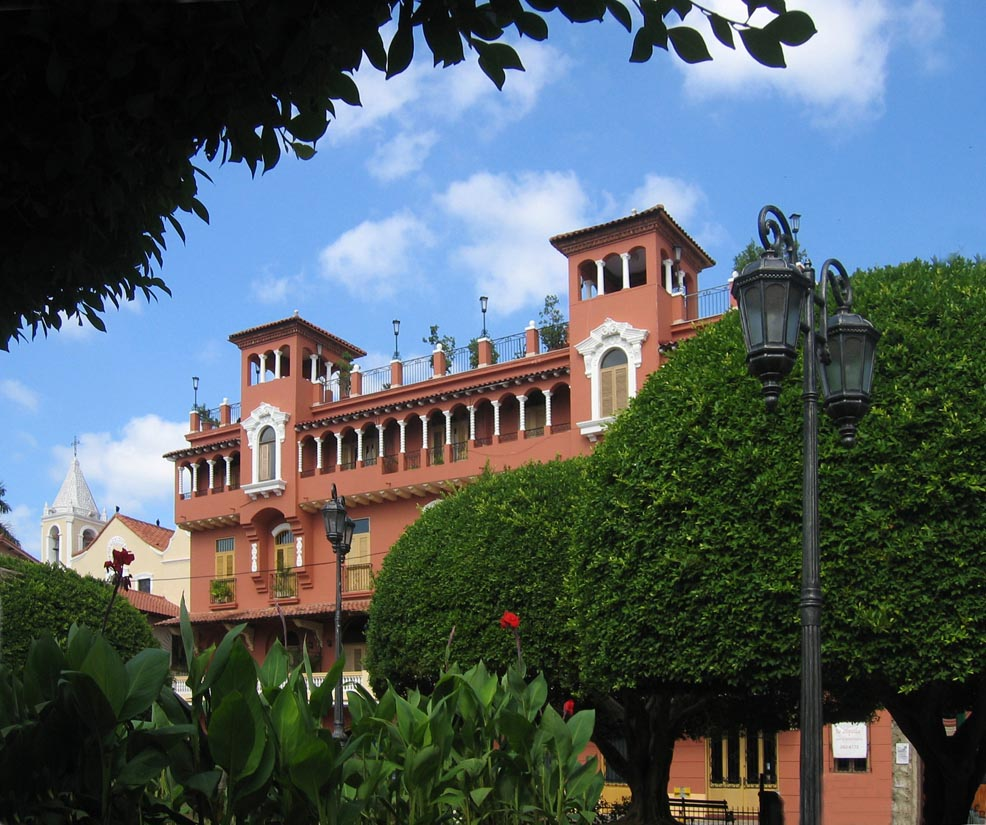
Cidade do Panamá 2003
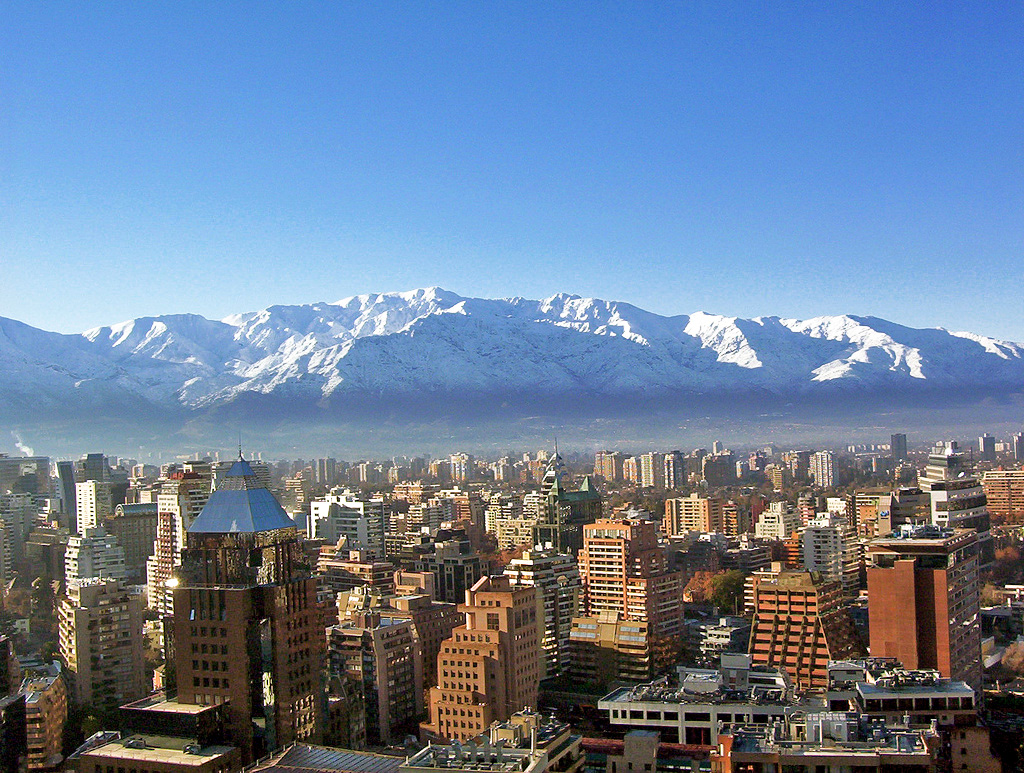
Santiago 2004
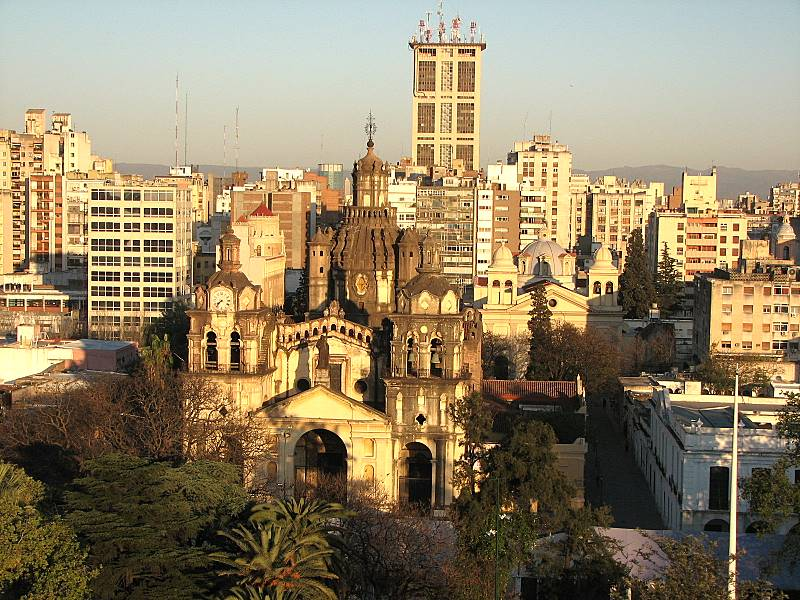
Córdova 2006
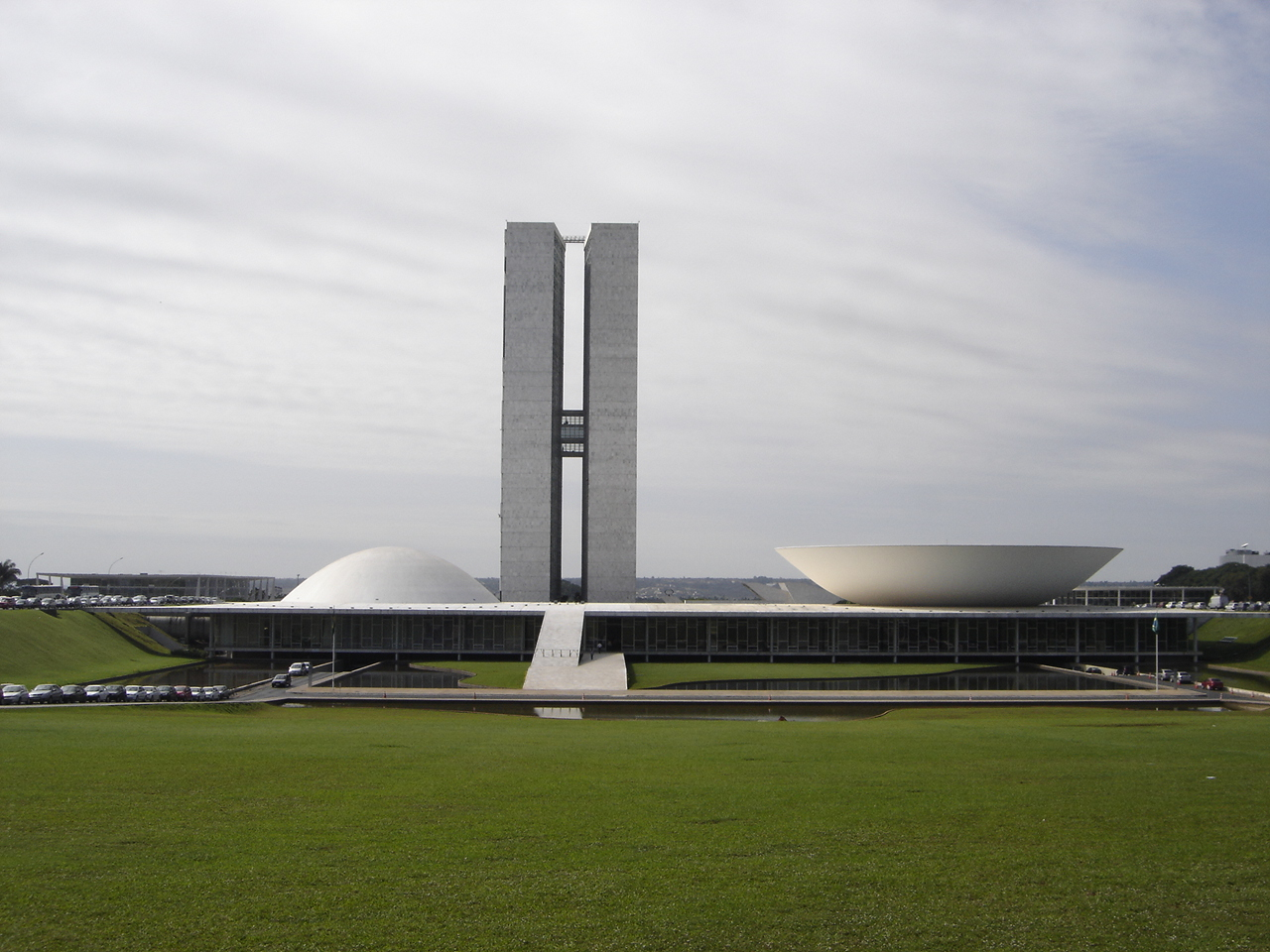
Brasília 2008
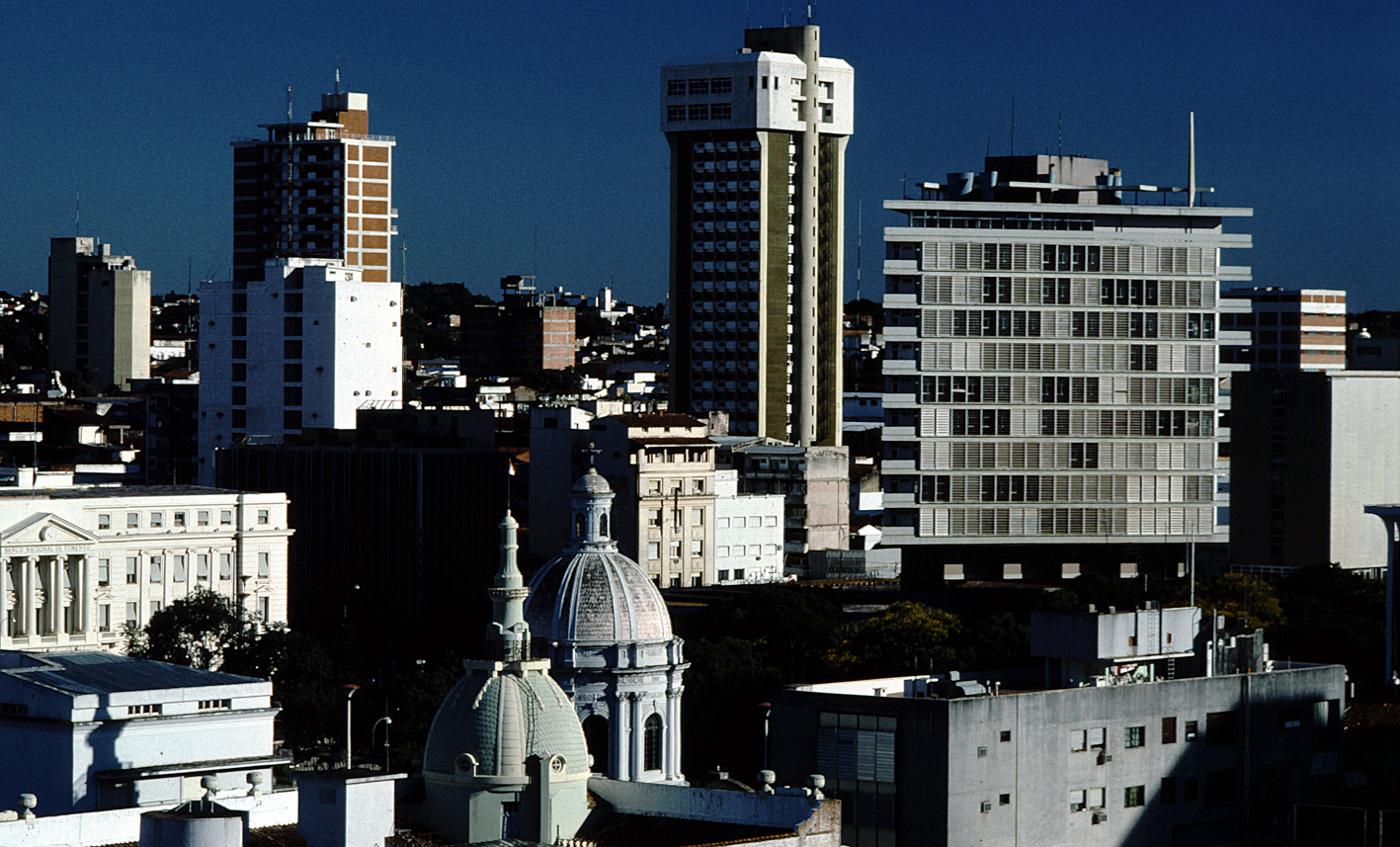
Asunción 2009
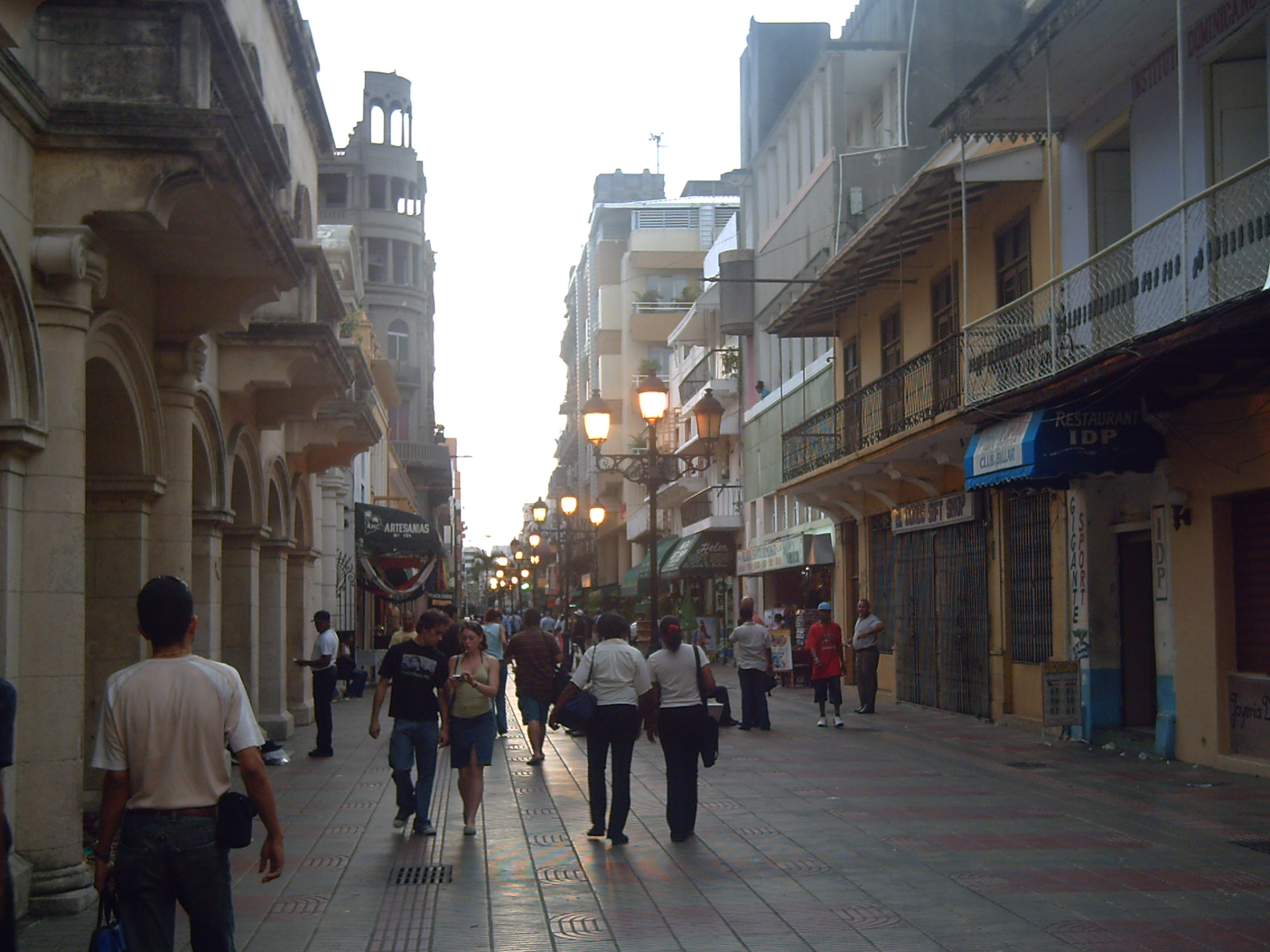
Santo Domingo 2010